# 里沃多蒂兹
里沃多蒂兹（法語：Rives-d'Autise，法語發音：[ʁiv dotiz]）是法国旺代省的一个市镇，属于丰特奈勒孔特区。该市镇于2019年由原市镇欧蒂兹河畔尼约勒与乌尔姆合并而成，行政中心位于欧蒂兹河畔尼约勒。

## 地名
“里沃多蒂兹”（Rives-d'Autise）一名在法语中意为“欧蒂兹河岸”。值得注意的是，欧蒂兹河（Autize）河名在旺代省的拼写为“Autise”。

## 地理
里沃多蒂兹（46°25'28"N, 0°40'41"W）面积32.03 平方千米，位于法国卢瓦尔河地区大区旺代省，该省份为法国西部沿海省份，北起大西洋卢瓦尔省和曼恩-卢瓦尔省，西临大西洋，南至滨海夏朗德省，东部及东南部与德塞夫勒省接壤。
与里沃多蒂兹接壤的市镇（或旧市镇、城区）包括：克桑通-沙斯农、圣伊莱尔德洛日、圣蓬潘、伯内、布耶-库尔多、旧圣皮埃尔。
里沃多蒂兹的时区为UTC+01:00、UTC+02:00（夏令时）。

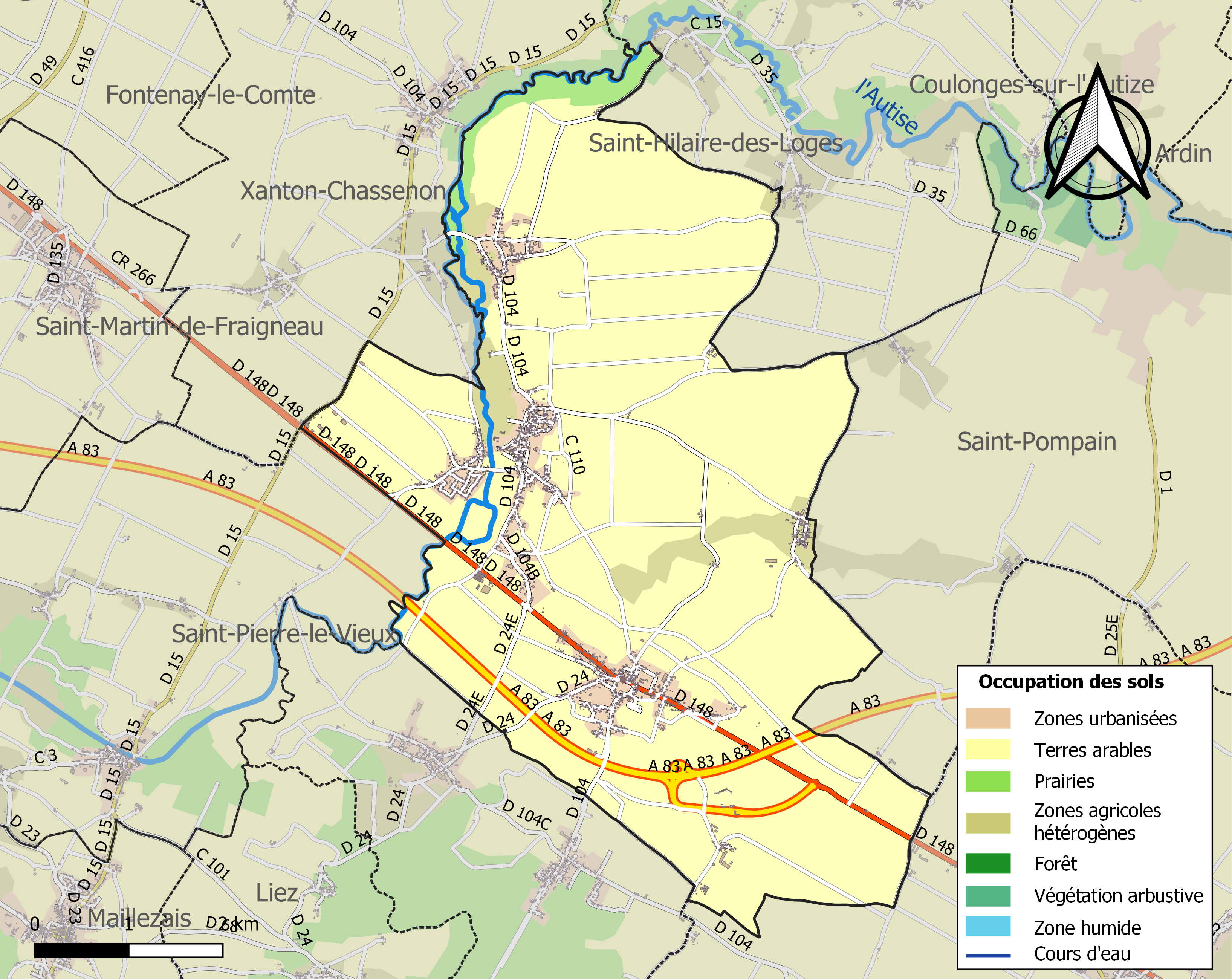
里沃多蒂兹的OSM定位图

## 行政
里沃多蒂兹的邮政编码为85240，INSEE市镇编码为85162。

## 政治
里沃多蒂兹所属的省级选区为丰特奈勒孔特县。

## 人口
里沃多蒂兹于2022年1月1日时的人口数量为2054人。